# Looper
Ne doit pas être confondu avec In the Loop.
Pour plus de détails, voir Fiche technique et Distribution.
Looper ou Looper : Les Tueurs du temps au Québec est un film de science-fiction américain écrit et réalisé par Rian Johnson et sorti en 2012.

## Synopsis
En 2074, le voyage dans le temps a été mis au point. Comme la technologie d'identification est tellement développée qu'il est impossible de camoufler un crime, les organisations criminelles utilisent le voyage dans le passé pour se débarrasser des individus gênants en les envoyant vivants dans le passé pour qu’ils soient exécutés et qu’on fasse disparaître définitivement leur corps. Pour cette raison, le voyage dans le temps a été déclaré illégal.
Les « loopers » sont les tueurs à gages abattant les cibles envoyées du futur. Les « loopers » sont armés d'une « pétoire », sorte de fusil de chasse à canon scié, avec laquelle ils sont certains de faire mouche à courte portée, mais d'aucun impact à longue portée. Pour chaque exécution, un looper est rémunéré en lingots d'argent qui sont glissés dans le dos de la victime sous les vêtements. La victime est envoyée bâillonnée, les mains ligotées dans le dos, la tête recouverte par un sac en tissu et abattue à peine arrivée dans le passé. Chaque looper a son lieu de réception attitré, dans un endroit désert et abat la victime dès qu'elle apparaît.
Jack Abe Mitchell a été envoyé du futur par les syndicats du crime pour superviser le bon fonctionnement du processus en recrutant les loopers et en s'assurant de leur loyauté à l'aide d'hommes de main qui, eux, sont armés de revolvers. Les loopers ont des conditions de vie confortables par rapport à la moyenne. Pour être certain que le secret de l'utilisation du voyage dans le temps ne soit pas découvert par les autorités, les syndicats du crime éliminent les loopers qui sont encore en vie en 2074. Le looper du futur est capturé et envoyé dans le passé pour être abattu par le looper-jeune. À cette occasion il reçoit des lingots d'or à la place de lingots d'argent. À partir de cet instant, le looper est libre et il sait qu'il pourra vivre jusqu'en 2074 dans le meilleur des cas. Le looper ne réalise qu'il s'est abattu lui-même que lorsqu'il ouvre les vêtements et découvre les lingots d'or. Le looper a alors « bouclé sa boucle ». Il est d'usage qu'il fasse une grande fête avec ses collègues pour l'occasion.
La société est très individualiste, chacun survit comme il peut, la violence est omniprésente dans les rues. Une mutation est apparue, la télékinésie, touchant 10 % de la population, mais au mieux, les « TK » ne parviennent à faire léviter qu'une pièce de monnaie au-dessus de leur paume pour impressionner leur entourage, ou se distraire. En 2044, dans le Kansas, Joe est un looper, drogué, amoureux de Suzie, une danseuse de cabaret prostituée. Joe stocke la moitié de ses lingots, il apprend le français, car il a l'intention d'aller vivre à Paris quand il aura bouclé sa boucle. Au diner où Joe a ses habitudes, il rend compte de ses progrès à Beatrix, la serveuse francophone. Un autre looper fait remarquer qu'il y a beaucoup de bouclages de boucle depuis peu de temps.
Un soir, Seth vient se réfugier chez Joe, paniqué. C'est Seth-âgé qui lui a été envoyé à exécuter, mais son double du futur l'a amadoué en lui fredonnant une berceuse de son enfance. Seth-jeune n'a pas réussi à le tuer et l'a libéré ; ce qui est appelé « rater sa boucle ». Seth-âgé lui a révélé qu'un mystérieux personnage, le « Rainmaker » ou « Maître des pluies », a pris le contrôle des syndicats du crime dans le futur et fait envoyer dans le passé tous les loopers pour qu'ils soient exécutés. Puis Seth-âgé s'est enfui. En le laissant s'enfuir, Seth-jeune a enfreint la règle, l'organisation va le traquer et l'exécuter, ainsi que Seth-âgé. Kid Blue et des hommes de mains d'Abe sonnent à la porte de Joe. Il cache Seth dans son coffre-fort sous le plancher, dissimulé par un tapis. Kid Blue amène Joe au bureau d'Abe. Abe dit à Joe qu'il devrait aller vivre en Chine plutôt qu'en France, puis le questionne et lui fait du chantage. Joe finit par avouer où est caché Seth. Seth-âgé tente de quitter la ville en montant dans un train de marchandises. Sur son bras droit il voit apparaître une convocation à une adresse gravée sur sa peau. Puis les doigts de sa main droite disparaissent un par un, ainsi que son nez. Il comprend que Seth-jeune a été capturé et est en train d'être découpé en petits morceaux, ce qui menace d'annihiler sa propre existence. Il se rend à l'adresse indiquée, où il est abattu par Kid Blue.
Joe propose à Suzie qu'ils vivent ensemble, avec son fils, mais elle décline son offre. Un jour, contrairement à l'habitude, l'arrivée de la victime a lieu avec du retard. Quand elle apparaît, Joe est étonné : elle n'est pas attachée, tête nue et sans bâillon. Il comprend que c'est lui-même, avec 30 ans de plus qui est apparu. Quand il tire, Joe-âgé se retourne promptement, si bien que le coup de feu est arrêté par les lingots d'or. Joe-âgé ramasse un lingot d'or et le jette sur Joe-jeune, puis se précipite sur lui et l'assomme. Joe-jeune se réveille quand la nuit tombe, il trouve un papier dans sa poche sur lequel Joe-âgé a griffonné un message lui indiquant de grimper dans un train et de quitter la ville ; son véhicule et son arme ont disparu. Il sait qu'il doit soit s'enfuir loin de la ville, soit tuer son alter ego, sinon il va subir le même sort que Seth. Il brise son micro-téléphone portable et retourne à son appartement pour récupérer une arme et de l'argent. Mais il trouve la porte fracturée : l'appartement a été fouillé, le coffre-fort est ouvert. Il récupère des liasses de billets et un pistolet cachés. Quand il va repartir, il entend des bruits et se cache. Kid Blue entre et se penche au-dessus du coffre-fort pour en sortir les derniers lingots d'argent. Joe pousse Kid Blue, le fait basculer dans le coffre-fort et l'enferme dedans. Il se jette par la fenêtre pour s'enfuir en évitant de peu les coups de feu et tombe dans le vide.
Dans une réalité alternative, Joe-jeune abat une victime, il découvre les lingots d'or sous ses vêtements et comprend qu'il vient de boucler sa boucle. Un an plus tard, il déménage, suivant le conseil que lui avait donné Abe, partant en bateau pour aller vivre à Shanghai. Au bout de 10 ans, il a dilapidé ses économies et reprend ses activités criminelles. Un soir, lors d'une bagarre dans un bar il tombe sous le charme d'une femme. Ils s'aiment, se marient, vivent heureux dans leur maison. Mais en 2074, trois hommes armés entrent dans sa maison et le menacent. Il se rend, les hommes l'emportent, ayant mis le feu à la maison. Ils le conduisent dans un entrepôt désert devant la machine à voyager dans le temps et le préparent pour son voyage vers le passé. Joe se débat, les neutralise et part pour 2044, les mains libres, sans sac sur la tête, pour faire face à Joe-jeune. Joe-âgé assomme Joe-jeune. Puis il braque une épicerie. Ses souvenirs sont perturbés par la création d'une continuité alternative du fait de son arrivée dans le passé. Joe-âgé attend caché près de l'appartement de Joe-jeune, il l'observe y monter. Quelques secondes plus tard, il voit Kid Blue et un homme de main d'Abe arriver. Il abat l'autre homme de main d'Abe qui monte la garde dans la voiture et s'empare de son revolver. Joe-jeune tombe de l'escalier de secours et s'écrase sur le toit d'une voiture. Joe-âgé abat l'homme de main qui tirait sur Joe-jeune et emporte son alter ego.
Joe-âgé et Joe-jeune sont traqués par Kid Blue et les hommes de mains d'Abe. Joe-jeune se réveille près des trains de marchandises. Joe-âgé s'introduit dans une bibliothèque. Ses recherches lui révèlent que trois garçons correspondent au code qu'il a inscrit sur sa paume. Il imprime une carte indiquant les lieux de résidence des trois enfants. Joe-âgé ressent une douleur au bras droit, il voit des cicatrices apparaître formant un message, c'est Joe-jeune qui lui donne rendez-vous. Joe-âgé se rend au diner où Joe-jeune l'attend. Joe-âgé a décidé de sauver sa femme, qui est abattue par les hommes qui le capturent dans sa maison. En 2074, un ami lui a dicté par téléphone, avant d'être capturé, un numéro lié au « Rainmaker ». Il a décidé d'abattre les trois enfants correspondants, afin de sauver sa femme. Les hommes de main d'Abe surgissent. Dans l'échange de coups de feu, Joe-jeune déchire un morceau de la carte de Joe-âgé et s'enfuit sur une moto-jet à travers les champs de canne à sucre. Il se rend sur le lieu indiqué sur le morceau de carte, c'est une ferme où vivent Sara, une femme célibataire, et Cid, son jeune fils surdoué. Joe-âgé localise le premier enfant et l'abat. Cid refuse d'admettre que Sara est sa mère. Joe-jeune dit à Sara que très bientôt, Joe-âgé va venir à sa ferme pour tuer Cid et veut juste se cacher pour tendre une embuscade à Joe-âgé pour le tuer. Joe-jeune sent que Sara lui cache quelque chose. Joe-âgé se rend à la deuxième adresse et s'aperçoit que l'enfant est le fils de Suzie.
Jesse, un homme de main d'Abe, vient inspecter la ferme. Sara lui déclare qu'elle est seule dans la maison, pendant que Cid et Joe se cachent ensemble. Cette nuit-là, Sara invite Joe-jeune dans son lit et lui révèle ses pouvoirs de télékinésie ainsi que son histoire : elle a eu Cid alors qu'elle vivait en ville et a préféré confier son fils à sa sœur, qui est morte, forçant Sara à s'occuper de son enfant dans la ferme. Au matin, Joe-jeune voit Jesse dans la cuisine, tenant Sara en joue. Joe descend l'escalier et demande à Jesse de laisser Sara en vie s'il se laisse capturer. Cid apparaît en haut des escaliers. Terrifié par la scène, Cid trébuche et tombe. Joe se précipite pour essayer de le rattraper, mais Sara l'intercepte et se projette avec Joe hors de la maison. Cid dégringole au bas des escaliers, se redresse et hurle. Joe, médusé, aperçoit Jesse et les objets de la maison entrer en lévitation. Cid déchaîne ses immenses pouvoirs de télékinésie, le corps de Jesse éclate et l'intérieur de la pièce est ravagé. Au même instant, Joe-âgé est sur le point de tuer le fils de Suzie. Il comprend par ses souvenirs que Cid est le « Rainmaker ». Kid Blue, caché dans la chambre du fils de Suzie, surprend Joe-âgé et le neutralise avec un taser.
Joe-jeune se prépare à voir Joe-âgé et les hommes de main d'Abe arriver et pousse Sara et Cid à fuir avec le pickup de Jesse. Kid Blue ramène Joe-âgé au repaire d'Abe. Joe-âgé parvient à se libérer, s'empare de mitraillettes, abat Abe et ses hommes de main, sauf Kid Blue qui est juste blessé à une jambe.
À bord de la voiture remplie des lingots d'argent de Joe-jeune, Joe-âgé s'arrête face à lui et lui dit de partir au loin avec ses lingots. Joe-jeune tente en vain de le dissuader de tuer Cid. Kid Blue surgit sur une moto-jet et tente de les abattre. Joe-jeune parvient à abattre Kid Blue. Pendant ce temps, Joe-âgé s'éclipse et marche au devant du pickup conduit par Sara. Cid, effrayé par Joe-âgé, déclenche ses pouvoirs de télékinésie et provoque un accident de voiture. Sara et Cid s'enfuient à pied à travers champs, poursuivis par Joe-âgé qui leur tire dessus. Joe-âgé blesse Cid à la joue. Cid se relève et déclenche ses pouvoirs télékinétiques. Sara parvient à l'apaiser, le dissuade de tuer Joe-âgé et lui dit de fuir à travers le champ de canne à sucre. Joe-âgé se relève, ramasse son revolver et vise Cid. Sara se place dans sa ligne de mire. Joe-jeune comprend que si Joe-âgé tue Sara, la colère rongera Cid et il deviendra le « Rainmaker ». Joe-jeune choisit alors de se tuer pour briser la boucle. Joe-âgé disparait, Sara est sauvée et a une chance d'empêcher Cid de devenir le « Rainmaker ».

## Fiche technique
Sauf indication contraire, les informations mentionnées dans cette section peuvent être confirmées par la base de données cinématographiques IMDb,  présente dans la section « Liens externes ».
- Titre original et français : Looper
- Titre québécois : Looper : Les Tueurs du temps
- Réalisation et scénario : Rian Johnson
- Musique : Nathan Johnson
- Direction artistique : Ed Verreaux
- Décors : James A. Gelarden
- Costumes : Sharen Davis
- Photographie : Steve Yedlin
- Montage : Bob Ducsay
- Production : Ram Bergman et James D. Stern
- Production exécutive : Peter Schlessel, Joseph Gordon-Levitt, Dan Mintz
- Sociétés de production : Endgame Entertainment (États-Unis), DMG Entertainment (Chine)[5] et Ram Bergman Productions (États-Unis)
- Sociétés de distribution : TriStar Pictures (États-Unis), SND (France)
- Budget : 30 000 000 $[6]
- Pays de production :  États-Unis
- Langue originale : anglais
- Format : couleur — 35 mm — 2,35:1 — son Dolby Digital / Dolby Atmos / Dolby Surround 7.1 / SDDS / DTS
- Genre : science-fiction
- Durée : 118 minutes
- Dates de sortie :
  - Canada : septembre 2012 (Festival international du film de Toronto)
  - États-Unis : 28 septembre 2012
  - France : 31 octobre 2012
- Classification :
  - États-Unis (MPAA) : R (Restricted) (évaluation no 2238 délivrée le 29 août 2012)[7]
  - France (CNC) : tous publics avec avertissement (visa d'exploitation no 132839 délivré le 29 octobre 2012)[8]

## Distribution
| |  |  |
| Les deux interprètes de Joe, Joseph Gordon-Levitt et Bruce Willis à la première du film au Festival international du film de Toronto 2012. |  |  |

- Joseph Gordon-Levitt (VF : Alexis Victor ; VQ : Hugolin Chevrette-Landesque) : Joe jeune
- Bruce Willis (VF : Patrick Poivey ; VQ : Jean-Luc Montminy) : Joe âgé
- Emily Blunt (VF : Laëtitia Lefebvre ; VQ : Camille Cyr-Desmarais) : Sara, mère de Cid
- Paul Dano (VF : Donald Reignoux ; VQ : Sébastien Reding) : Seth
- Piper Perabo (VF : Dorothée Pousséo ; VQ : Geneviève Désilets) : Suzie
- Jeff Daniels (VF : Gabriel Le Doze ; VQ : Sébastien Dhavernas) : Jack Abe Mitchell
- Garret Dillahunt (VF : Axel Kiener ; VQ : Jean-François Beaupré) : Jesse, homme de main d'Abe
- Pierce Gagnon (VF : Oscar Pauwels ; VQ : Nicolas DePassillé-Scott) : Cid
- Noah Segan (VF : Sébastien Desjours ; VQ : Alexis Lefebvre) : Kid Blue, homme de main d'Abe
- Tracie Thoms (VF : Hélène-June Chauvin ; VQ : Éveline Gélinas) : Beatrix, serveuse au Diner
- Nick Gomez (VF : Loïc Houdré) : Dale
- Xu Qing : La femme de Joe âgé
- Marcus Haster (VF : Laurent Sao) : Zach
- Frank Brennan : Seth âgé
- David Jensen : Apt Super

 Source et légende : version française (VF) sur RS Doublage , AlloDoublage et Voxofilm
 Source et légende : version québécoise (VQ) sur Doublage.qc.ca

## Production

### Tournage
Le tournage du film a débuté en janvier 2011 en Chine et dans La Nouvelle-Orléans en Louisiane.

## Musique
Sauf indication contraire, les informations mentionnées dans cette section peuvent être confirmées par le générique de fin de l'œuvre audiovisuelle présentée ici, ainsi que par la base de données cinématographiques IMDb,  présente dans la section « Liens externes ».
- Fear Makes a Man Do Funny Things par The Mashnotes.
- Mambo Café par Franck Sarkissian et Inor Estaban Sotolongo.
- Powerful Love par Chuck and Mac de 1970 (début du générique de fin).
- Slinky par Kid Koala.
- Weapons par Son Lux.
- Street Legal (The Face of the Crowd) par Nathan Johnson et The Cinematic Underground.
- Tender Is the Night par Bert Weedon.
- I Want to See the Bright Lights Tonight par Richard Thompson et Linda Thompson de 1974.
- Carmelita (en) par Warren Zevon.
- Someday He'll Break Your Heart (The Way He Broke Mine) par Rebecca Kilgore (en), John Standefer, James Mason, Harley James et Dick Titterington.
- Help Pick Up the Pieces par Buddy Stewart (en).

### Bande originale
Musiques non mentionnées dans le générique
Par Nathan Johnson :
- A Body That Technically Does Not Exist, durée : 1 min 21 s.
- A Day in the Life, durée : 1 min 10 s.
- Closing Your Loop, durée : 2 min 56 s.
- Seth's Tale, durée : 2 min 54 s.
- Run, durée : 2 min 49 s.
- A Life in a Day, durée : 2 min 21 s.
- Time Machine, durée : 2 min 40 s.
- Hunting the Past, durée : 2 min 55 s.
- Following the Loop, durée : 1 min 42 s.
- Mining for Memories, durée : 1 min 54 s.
- A New Scar, durée : 2 min 34 s.
- Her Face, durée : 2 min 37 s.
- City Sweep, durée : 46 s.
- Revelations, durée : 5 min 12 s.
- The Rainmaker, durée : 4 min 25 s.
- La Belle Aurore, durée : 1 min 1 s.
- Showdown, durée : 1 min 36 s.
- The Path Was a Circle, durée : 4 min 51 s.
- Everything Comes Around, durée : 2 min 39 s.

## Accueil

### Accueil critique
Looper a reçu des critiques très positives de la part de la presse. Sur le site américain Rotten Tomatoes, 93 % des critiques de presse compilées sont positives, pour une note moyenne de 8,1⁄10, tandis que les utilisateurs du site donnent au film une moyenne de 4,1⁄5. Le site Metacritic va dans le même sens : 42 avis positifs, 2 avis mitigés, et aucun avis négatif.
Sur le site Allociné, les internautes lui donnent la note moyenne de 3,8⁄5.
Jean-Marc Lalanne (Les Inrockuptibles) décrit le film comme « un coup de maître époustouflant », faisant l'éloge de « l’auteur complet de cet exploit, son réalisateur et unique scénariste » Rian Johnson : « après un tel coup de maître, un film aussi ramassé, dense, habité, on jurerait presque nous aussi apercevoir son futur se dérouler sous nos yeux : pour sûr, l’avenir du cinéma américain lui appartient ». Thomas Sotinel (Le Monde) admire « Rian Johnson, qui a aussi écrit le scénario, atteint avec élégance cet équilibre entre fantaisie et profondeur qui caractérise quelques grands moments de la fiction populaire. ». Florence Colombani (Le Point) trouve que le film, « original et audacieux, […] réinvente intelligemment le film d'action ».
Mélissa Blanco (Écran Large) concède que « si Looper n'invente rien, il parvient à trouver l'essence des plus grands films de science-fiction ». Selon elle, « Looper n'est ni vraiment un blockbuster, ni un véritable film d'action mais plutôt une œuvre hybride et mélancolique, puisant comme L'Armée des douze singes avant lui dans les souvenirs de La Jetée de Chris Marker. S'il souffre d'un léger manque de surprises et d'un côté petit malin, Looper n'en est pas moins une jolie réussite. Rian Johnson a tout d'un futur grand ». Florence Maillard (Cahiers du cinéma) tempère « En recherchant l'efficacité d'une série B pour dériver insensiblement vers l'équation morale, Looper peut certes intriguer. Mais on ressent surtout le manque de tenue de l'ensemble, bricolage narratif qui aurait mérité d'être plus investi pour atteindre la dimension à laquelle il prétend ».

### Box-office
| Pays ou région       | Box-office      | Date d'arrêt du box-office | Nombre de semaines |
| -------------------- | --------------- | -------------------------- | ------------------ |
| États-Unis et Canada | 66 486 205 $    | 1er janvier 2013           | 14                 |
| France               | 883 805 entrées | 2 janvier 2013             | 9                  |
| Royaume-Uni          | 16 564 421 $    | 1er janvier 2013           | 15                 |
| Monde                | 176 506 819 $   | 17 mars 2013               | —                  |

Looper a généré dans le monde entier plus de 176 millions de dollars de recettes, pour un budget de 30 millions. En France, il a totalisé près de 884 000 entrées.

## Distinctions

### Récompenses
- National Board of Review Awards 2012 : meilleur scénario original
- Washington D.C. Area Film Critics Association Awards 2012 : meilleur scénario original
- Las Vegas Film Critics Society Awards 2012 : meilleur scénario
- Austin Film Critics Association Awards 2012 : meilleur scénario original
- Florida Film Critics Circle Awards 2012 : meilleur scénario original
- Utah Film Critics Association Awards 2012 : meilleur scénario original
- Samain du cinéma fantastique de Nice 2012 : mention spéciale
- Critics' Choice Movie Awards 2013 : meilleur film de science-fiction et d'horreur

### Nominations
- Festival international du film de Toronto 2012 : sélection « Gala Presentations »